# Kurajma
Kurajma, także Karima – miasto leżące w północnym Sudanie, nad Nilem na jego prawym brzegu. Niedaleko miasta leżą muzułmańskie grobowce oraz Zapora Merowe.

## Transport
Kurajma jest stacją końcową linii kolejowej Abu Hamad – Kurajma kolei Sudańskich. Przez Kurajmę przebiega także drogą kołowa Wadi Halfa-Dongola-Kurajma-Atbara-Chartum. Lążąca nieopodal miasta tama Merowe jest ostatnią lądową przeprawą na Nilu, aż do przejazdu po tamie Asuańskiej (ponad 500 km na północ).